# Ammar Souayah
Ammar Souayah (in arabo عمار السويح‎?; Tunisi, 11 giugno 1957) è un allenatore di calcio tunisino, attuale tecnico dell'Ohod.

## Palmarès

### Allenatore

#### Competizioni nazionali
- Campionato tunisino: 1

Espérance: 2016-2017
- Coppa di Tunisia: 2

Hammam Lif: 2000-2001
Espérance: 2015-2016
- Coppa di Lega tunisina: 1

Étoile du Sahel: 2001
- Saudi First Division: 1

Al-Qadisiya: 2008-2009
- Coppa del Re dei Campioni: 1

Al-Shabab: 2014

#### Competizioni internazionali
- Coppa delle Coppe d'Africa: 1

Étoile du Sahel: 2003
- Coppa dei Campioni araba per club: 1

Espérance: 2017